# Campomorone
Campomorone (en ligur Campomon) és un comune italià, situat a la regió de la Ligúria i a la ciutat metropolitana de Gènova. El 2011 tenia 7.300 habitants. Limita amb les comunes de Bosio, Ceranesi, Fraconalto, Gènova, Mignanego i Voltaggio.

## Geografia
Bona part del terme municipal es troba a la vall Verde, una vall menor de l'alta vall Polcevera, al nord de Gènova. Inclou les frazioni de Cravasco, Gallaneto, Gazzolo, Isoverde, Langasco, Pietralavezzara i Santo Stefano di Larvego.

## Ciutats agermanades
- San Nicolás de los Arroyos, Argentina, des de 2013[3]